# Genealogias de um Crime
Genealogias de um Crime (em francês:  Généalogies d'un crime) é um filme luso-francês dos géneros mistério, policial e suspense, realizado por Raúl Ruiz e Pascal Bonitzer. Estreou-se em França a 26 de março de 1997. Ganhou o Urso de Prata pela excecional contribuição artística no Festival de Berlim em 1997.

## Elenco
- Catherine Deneuve como Solange/Jeanne
- Melvil Poupaud como René
- Michel Piccoli como Georges Didier
- Andrzej Seweryn  como Christian
- Bernadette Lafont como Esther
- Hubert Saint-Macary como Verret
- Jean-Yves Gautier como Mathieu
- Mathieu Amalric como Yves
- Patrick Modiano como Bob
- Camila Mora-Scheihing como Soledad
- Jean Badin como advogado
- Brigitte Sy como Jeanne
- Laurence Clément como Aline, a secretária
- Jacques Pieiller como empregado de mesa da cafetaria
- Pascal Bonitzer como diretor da escola
- Jean-François Lapalus como médico do necrotério
- Oum' Dierryla como assistente de Georges
- James Thiérrée como ator estado-unidense

## Reconhecimentos
| Ano  | Prémios            | Categorias                                           | Destinatários e nomeados | Resultado | Referências |
| ---- | ------------------ | ---------------------------------------------------- | ------------------------ | --------- | ----------- |
| 1997 | Festival de Berlim | Urso de Prata pela excecional contribuição artística | Raúl Ruiz                | Venceu    | [ 6 ] [ 7 ] |
| 1997 | Festival de Berlim | Urso de Ouro                                         | Raúl Ruiz                | Indicado  | [ 6 ] [ 7 ] |